# Nie płacz Ewka
Nie płacz Ewka – dziewiąty singel zespołu Perfect z albumu Perfect, wydany w 1981 roku.

## Opis
Tekst piosenki napisał Bogdan Olewicz, kompozytorem jest Zbigniew Hołdys, a wokal do tego utworu wykonał Grzegorz Markowski. Utwór w 1992 roku zajmował 3. miejsce na Liście przebojów Programu Trzeciego.

## Historia
Bohaterka utworu nawiązuje do dwóch dziewcząt o imieniu Ewa, które chodziły do jednej klasy, a ich nauczycielem języka angielskiego był Bogdan Olewicz. Pierwsza wersja odnosi się do Ewy Kondratowicz, autorki książek o działaczkach „Solidarności”. W latach 70. E. Kondratowicz była dziewczyną Zbigniewa Hołdysa, którą młody muzyk poznał jako licealistkę przez nauczyciela. Inspiracją do wykreowania motywu płaczu dziewczyny był wyjazd Hołdysa w trasę koncertową do Wielkiej Brytanii. Druga wersja obejmuje wspomnienia B. Olewicza, który pisząc tekst, nie miał na myśli Ewy Kondratowicz, lecz drugą Ewę, z którą przez 5 lat był uczuciowo związany.

## Twórcy
- Wokal: Grzegorz Markowski
- Autor tekstu: Bogdan Olewicz
- Kompozytor: Zbigniew Hołdys